# Saul Malatrasi
Saul Malatrasi (Calto, 1938. február 17. –) válogatott olasz labdarúgó, hátvéd, edző. 

## Pályafutása

### Klubcsapatban
1958–59-ben a SPAL, 1959 és 1963 között a Fiorentina, 1963–64-ben az AS Roma, 1964 és 1966 között az Internazionale, 1966–67-ben a Lecco, 1967 és 1970 között az AC Milan, 1970 és 1972 között ismét a SPAL labdarúgója volt. 1972–73-ban a Pro Patria csapatában fejezte be az aktív játékot. A Fiorentinával KEK-, az Interrel BEK-, az AC Milannal BEK- és KEK-győztes volt. Három olasz bajnoki címet (Inter 2, AC Milan 1) és két kupagyőzelmet (Fiorentina, AS Roma) ért el.

### A válogatottban
1965 és 1969 között három alkalommal szerepelt az olasz válogatottban.

### Edzőként
1972–73-ban a San Felice sul Panaro csapatánál kezdte edzői pályafutását. 1973 és 1975 között a SPAL segédedzőjeként, 1975–76-ban a Legnano Salus vezetőedzőjeként tevékenykedett. Ezt követően az AS Roma ifjúsági csapatainál dolgozott. 1981–82-ben a Pescara szakmai munkáját irányította.

## Sikerei, díjai
Fiorentina
- Olasz kupa (Coppa Italia)
  - győztes: 1961
- Kupagyőztesek Európa-kupája (KEK)
  - győztes: 1960–61
  - döntős: 1961–62

 AS Roma
- Olasz kupa (Coppa Italia)
  - győztes: 1964

 Internazionale
- Olasz bajnokság (Serie A)
  - bajnok (2): 1964–65, 1965–66
- Bajnokcsapatok Európa-kupája (BEK)
  - győztes: 1964–65
- Interkontinentális kupa
  - győztes (2): 1964, 1965

 AC Milan
- Olasz bajnokság (Serie A)
  - bajnok: 1967–68
- Bajnokcsapatok Európa-kupája (BEK)
  - győztes: 1968–69
- Kupagyőztesek Európa-kupája (KEK)
  - győztes: 1967–68
- Interkontinentális kupa
  - győztes: 1969

## Statisztika

### Mérkőzései az olasz válogatottban
| Olaszország | Olaszország       | Olaszország               | Olaszország | Olaszország | Olaszország | Olaszország | Olaszország | Olaszország |
| #           | Dátum             | Helyszín                  | Hazai       | Eredmény    | Vendég      | Kiírás      | Gólok       | Esemény     |
| ----------- | ----------------- | ------------------------- | ----------- | ----------- | ----------- | ----------- | ----------- | ----------- |
| 1.          | 1965. március 13. | Hamburg, Volksparkstadion | NSZK        | 1 – 1       | Olaszország | barátságos  | -           |             |
| 2.          | 1969. január 1.   | Mexikóváros               | Mexikó      | 2 – 3       | Olaszország | barátságos  | -           | 67'         |
| 3.          | 1969. január 5.   | Mexikóváros               | Mexikó      | 1 – 1       | Olaszország | barátságos  | -           |             |
|             | Összesen          |                           |             | 3           | mérkőzés    |             | 0           | gól         |